# Казацкая старшина Гетманщины
Казацкая старшина Гетманщины — привилегированная категория должностных лиц на землях Гетманщины в 16—18 веках, осуществлявших военное и административное управление. Включала гетманов, кошевых атаманов, атаманов, полковников, есаулов, сотников, хорунжих, судей, писарей, войтов и других. Делилась на генеральную (войсковую), полковую и сотенную. Избиралась из среды лучших из лучших казаков, как правило из православной шляхты (войты и старосты сел) и выражала интересы общины, которая её выбрала. Казацкая старшина оказывала большое влияние на жизнь казацкой общины, служила опорой гетману. После ликвидации Запорожской Сечи казацкая старшина стала назначаться правительством. В конце 18 века она получила офицерские чины, и права дворянства. В 1914 году, в Санкт-Петербурге, под редакцией Лукомского В. К. и Модзалевского В.Л, был издан «Малороссийский гербовник».

## Белоцерковский полк (1648—1712)
1. Иван Гиря
2. Михаил Громыко
3. Савва Москаленко (наказной)
4. Яков Клиша
5. Семён Половец
6. Данила Гиря (наказной)
7. Матвей Положный (наказной) 1654 год
8. И. Клиша (наказной)
9. Яков Люторенко
10. Иван Гиря с 1648 года
11. Макар Москаленко
12. И. Сулименко (наказной)
13. И. Кравченко
14. Михаил Омельянович (Омельченко) с 1704 года
15. Семен (Гурко) Палий с 1709 года до 1710 года

## Брацлавский полк (1648—1712)
Полковники:

## Гадяцкий полк (1648—1649; 1658—1660; 1672—1782)
1. Хмеленко, Иеремия (1648)
2. Бурлей, Кондрат Дмитриевич (1648-1649)
3. Апостол, Павел Ефремович (1656-1660)
4. Белаш, Гавриил (1660)
5. Крыницкий, Фёдор Михайлович (1678-1687)
6. Матвиенко, Гаврила - наказной полковник в 1688.
7. Борухович, Михаил Андреевич (1687-1704)
8. Вечерко, Ефим - наказной полковник в 1690.
9. Корицкий, Роман - наказной полковник 1702.
10. Трощинский, Степан (1704-1708).
11. Велецкий, Василий Иосифович - наказной полковник в 1705.
12. Черныш, Иван (1709-1715).
13. Моцарский, Авраам - наказной полковник в 1711.
14. Милорадович, Михаил Ильич (1715-1726).
15. Велецкий, Василий Васильевич - наказной полковник в 1723-1724.
16. Грабянка, Григорий Иванович - наказной полковник в 1723 и 1728.
17. Штишевский, Мартын - наказной полковник в 1724.
18. Милорадович, Гавриил Ильич (1727-1729).
19. Грабянка, Григорий Иванович (1729-1738).
20. Велецкий, Василий - наказной полковник в 1731.
21. Галецкий, Пётр Семёнович (1738-1754).
22. Родзянко, Иван Васильевич (1749-1757).
23. Разумовский, Василий Иванович (1755-1762).
24. Кржижановский, Антон Степанович (1762-1772).
25. Горленко, Андрей - наказной полковник в 1765.
26. Галецкий, Петр - наказной полковник в 1772.
27. Тарновский, Иван Данилович (1772-1777).
28. Мартос, Андрей Яковлевич - наказной полковник в 1775.
29. Милорадович, Семён Иванович (1777-1779).
30. Пламенец, Радион Степанович (1779-1782).

## Зеньковецкий полк (1662—1672)
1. Шиманский, Василий (1662—1663)
2. Надточенко, Степан — наказной полковник в 1664.
3. Беспалый, Никита (1666)
4. Остренко, Семён (1666—1668)
5. Дубяга, Иван (1668)
6. Тищенко, Яков (1670—1672)
7. Остренко, Семён (1672)

## Каневский полк (1648—1712)
1. Кулага, Иван (1630);
2. Данило (1632 — 1634);
3. Лагода, Андрей (1637);
4. Боярин, Иван Иванович (1638);
5. Секиринский, Амвросий (1638);
6. Голуб, Юрий (1644 — 1646);
7. Галайда, Иван (1648);
8. Голуб, Евстафий (1648);
9. Савич, Семён Леонтьевич (1648 — 1649);
10. Гулак — наказной полковник в 1649;
11. Шангирей, Иван — наказной полковник в 1650;
12. Заблоцкий, Пропий — наказной полковник в 1650;
13. Савич, Семён (1651);
14. Решетила, Василий — наказной полковник в 1652;
15. Стародуб, Иван (1653 — 1654);
16. Бутенко, Андрей (1654 — 1657);
17. Стародуб, Иван (1657 — 1658);
18. Савич, Семён Леонтьевич (1658 — 1659);
19. Лизогуб, Иван Кондратьевич[1] (1659 — 1660);
20. Трушенко, Степан (1660 — 1661);
21. Лизогуб, Иван Кондратьевич (1662)[1];
22. Дмитриенко, Иван (1662 — 1664);
23. Лизогуб, Яков Кондратьевич (1665);
24. Дорошенко, Пётр Дорофеевич (1665);
25. Бутрим, Пётр (1665 — 1666);
26. Лизогуб, Яков Кондратьевич (1666 — 1674);
27. Гурский, Иван (1674 — 1667);
28. Пушкаренко, Давид Трофимович (1674 — 1678);
29. Палий, Семён (1702 — 1704).

## Кальницкий (1648—1653; 1667—1678; 1704—1708) / Винницкий полк (1653—1667)
1. Остап (Евстафий) Усваницкий (1648—1649)
2. Иван Федоренко (1649—1650, 1654)
3. Остап Гоголь (1649,1674)
4. Иван Богун (1650, 1651, 1653—1657)
5. Пётр Стягайло (1652)
6. Иван Серко (1658—1659)
7. Иван Вертелецкий (1659—1660)
8. Урбанович Александр — наказной
9. Василий Богун — наказной
10. А. Винницкий
11. Василий Лобойко
12. В. Вереница
13. С. Коваленко
14. Т. Хмура
15. Мельник
16. К. Михалевский,
17. М. Патович
18. Реврик
19. Гавриил Ковалевский
20. Г. Негревецкий
21. О. Волошин (1704—1708)

## Киевский полк (1648—1782)
1. Алексей Теплуцкий — ? — 1648.06 — ?
2. Пещенко — 1649 весна
3. Григорий Ганджа — ? — 1649.04. — ?
4. Ефим Коробка
5. Кричевский, Михаил Станислав — 1648—1649.08.
6. Жданович, Антон Никитич[2] — 1649—1651.01. — ?
7. Крыса, Михаил — 1650.09. Наказной
8. Дворецкий, Василий Федорович[3] — 1650.11. — ? Наказной
9. Крыса, Михаил — 1651.04. — 1651.07.
10. Жданович, Антон Никитич[4][5] — ? — 1651.09 — 1653
11. Евтух Пещенко — 1653—1654.02.
12. Яненко-Хмельницкий, Павел[6][2] — 1653.10. Наказной.
13. Дворецкий, Василий Федорович[3] — 1653.12. — 1655.10. Наказной
14. Яненко-Хмельницкий, Павел — 1654.02. — 655.07. — ?
15. Жданович, Антон Никитич — ? — 1656.03 — 1657.04. — ?
16. Дворецкий, Василий Федорович — 1656.05. — 1657.04. Наказной
17. Яненко-Хмельницкий, Павел — ? — 1657.07. — 1659.03 — ?
18. Дворецкий, Василий Федорович — 1657.08. — 1658.03. — 1658.09. 1659. Наказной
19. Иван Яхимович — ? — 1659.07. — 1659.09 — ?
20. Бутрым, Петр — ? — 1659.10 — ?
21. Иван Яхимович — ? — 1660.01 — ?
22. Дворецкий, Василий Фёдорович[7] — ? — 1660.01 — 1662.06. — ?
23. Скороход, Филипп — 1660.05. Наказной
24. Молявко, Богдан — 1660.05. 1661. Наказной
25. Третьяк, Семен — ? — 1662.12. — 1663.08.
26. Василий Федорович Дворецкий — 1663.09. — 1666. У гетмана Ивана Брюховецкого
27. Щербина, Михаил Иванович — 1666—1668.03. — ? У гетмана Брюховецкого
28. Яненко-Хмельницкий, Павел — ? — 1664.11 — ? Правобережный
29. Петр Васильковский — ?? Правобережный
30. Бутрым, Петр — ? — 1665.06. — ? Правобережный
31. Яненко-Хмельницкий, Павел — ? — 1665.18.08. — ? Правобережный
32. Матюта, Константин — ? — 1667.05 — ? Правобережный
33. Дворецкий, Василий Фёдорович[7] — ? — 1668.06. — ?
34. Момот, Иван Ефимович — ? — 1668 — ? Правобережный
35. Михаил Иванович — 1668. Наказной
36. Яненко-Хмельницкий, Павел — ? — 1669.02. — ? У гетмана Петра Дорошенко
37. Солонина, Константин Дмитриевич — ? — 1669.02 — ?
38. Олещенко, Филипп — ? — 1670 — ?
39. Солонина, Константин Дмитриевич — ? — 1671.01. — 1682
40. Солонина, Яков Дмитриевич — 1671.08.09. Наказной
41. Жила, Семён Карпович — 1672. Наказной
42. Михаил Иванович — 1679.29.08. Наказной
43. Коровка-Вольский, Григорий Карпович — 1682—1687
44. Солонина, Константин Дмитриевич — ?-1687.06. — 1689.09. — ?
45. Коровка-Вольский, Григорий Карпович — ? — 1689.12. — 1691
46. Беспалый, Савва — 1691.02. Наказной
47. Мокиевский, Константин Михайлович — 1691—1708
48. Жила, Роман — 1691. Наказной
49. Коровка-Вольский, Григорий Карпович — 1706. Наказной
50. Борсук, Петр — 1706. Наказной
51. Коровка-Вольский, Григорий Карпович — 1708—1712
52. Танский, Антон Михайлович — 06.09.1712 − 1742
53. Жила, Илья Семенович — 1722.09. Наказной
54. Карнович, Григорий — 1730. Наказной
55. Михаил Солонина — 1733.06. Наказной
56. Танский, Михаил Антонович — 1742—1747.31.10./1.11.
57. Капнист, Василий Петрович — 1750
58. Дараган, Ефим Федорович[8] — 1751.21.01. — 1762
59. Шаула, Андрей Яковлевич — ? −1769-1770 — ? Бунчуковий товарищ командир полка
60. Безбородко, Александр Андреевич — 1774.22.03. — 1779.1.01.
61. Лукашевич, Лука — 1779.5.05. — 1782

## Лубенский полк(1648—1782)
1. Швец-Емельянович, Павел (1657—1659)
2. Засядько, Яков (1659—1660)
3. Шамрицкий, Степан (1660—1661, 1663)
4. Сербин, Иван Фёдорович (1672—1675)
5. Илляшенко, Максим (1676—1687)
6. Гамалея, Григорий Михайлович (1664—1666, 1668—1670, 1687—1688)
7. Свечка, Леонтий Назарович (1688—1699)
8. Зеленский, Семён (1702—1708)
9. Саввич, Василий (1708—1714)
10. Маркевич, Андрей Маркович (1714—1727)
11. Иван Маркевич (Маркович) наказной полковник в 1716 году
12. Маркевич, Яков Андреевич наказной полковник в 1721, 1723—1735 годах
13. Апостол, Пётр Данилович (1728—1757)
14. Кулябка, Иван Петрович (?—1773) полковник в 1750—1770 годах

## Нежинский полк (1648—1782)
1. Остраница, Степан (Остранин) (1637)[9][10];
2. Шумейко, Прокопий (1648—1651).
3. Володковский, Аввакум — наказной полковник в 1649.
4. Логвиненко, Василий — наказной полковник в 1650.
5. Сухина, Лукьян (1651—1652).
6. и «всего севера» Золотаренко, Иван Никифорович[11][12] (1653—1655).
7. Носенко, Иван Ефремович — наказной полковник в 1654.
8. Каторжный, Роман — наказной полковник в 1654.
9. Золотаренко, Василий Никифорович[13] (1655—1656)
10. Кобылецкий, Григорий — наказной полковник в 1655 и 1656.
11. Гуляницкий, Григорий[14] (1656—1659).
12. Креховецкий, Иван Томашевич — наказной полковник в 1656.
13. Гороховский, Иван — наказной полковник в 1657.
14. Гуляницкий, Иван — наказной полковник в 1657.
15. Солонина, Богдан — наказной полковник в 1657—1658.
16. Кобылецкий, Григорий — наказной полковник в 1658.
17. Золотаренко, Василий Никифорович (1659—1663).
18. Немирич, Юрий Стефанович — наказной полковник в 1659.
19. Рославец, Пётр — наказной полковник в 1660.
20. Завадский, Фёдор — наказной полковник в 1660.
21. Ракушка-Романовский, Роман Анисимович — наказной полковник в 1660.
22. Завадский, Фёдор — наказной полковник в 1662.
23. Бут, Левко — наказной полковник в 1662.
24. Рычанский, Пётр — наказной полковник в 1663 и 1665.
25. Гвинтовка, Матвей Никитович (Никитич)[15] (1663—1667).
26. Кобылецкий, Григорий — наказной полковник в 1665.
27. Ракушка-Романовский, Роман Анисимович — наказной полковник в 1665.
28. Мартынович, Артём (1667—1668).
29. Шендюх, Матвей Юрьевич — наказной полковник в 1668.
30. Золотаренко, Евстафий Васильевич — наказной полковник в 1666 и 1670.
31. Уманец, Филип Иванович (1669—1674).
32. Шендюх, Матвей Михайлович — наказной полковник в 1671.
33. Игуменский, Василий — наказной полковник в 1672.
34. Барсук, Марко Иванович (1674—1677).
35. Жураковский, Яков Михайлович[16] (1678—1685 (1881[16])).
36. Игуменский, Василий — наказной полковник в 1678.
37. Непрах, Иеремия Андреевич (1686—1687).
38. Забела, Степан Петрович (1687—1694).
39. Довгелевский, Никита — наказной полковник в 1691.
40. Шендюх, Матвей Юрьевич — наказной полковник в 1691.
41. Кандыба, Фёдор Андреевич — наказной полковник в 1693.
42. Обидовский, Иван Павлович (1695—1701).
43. Тарасевич, Аввакум Тарасович — наказной полковник в 1697.
44. Жураковский, Лукьян Яковлевич (1701—1718).
45. Толстой, Пётр Петрович (1719—1727).
46. Костенецкий, Григорий — наказной полковник в 1721.
47. Шрамченко, Леонтий — наказной полковник в 1732.
48. Хрущёв, Иван Семёнович (1727—1742).
49. Тарасевич, Евстафий Иосифович — наказной полковник в 1736.
50. Ракушка-Романовский, Григорий Романович — наказной полковник 1727.
51. Грановский, Леонтий (1734)[17]
52. Кужчич, Иван Ананьевич — наказной полковник в 1736.
53. Величковский, Иван — наказной полковник в 1736.
54. Божич, Иван Пантелеймонович (1742—1751).
55. Кочубей, Семён Васильевич (1746—1751).
56. Разумовский, Пётр Иванович[18] (1753—1771).
57. Безбородко, Александр Андреевич — наказной полковник в 1768—1773.
58. Жураковский, Андрей Яковлевич (1772—1782).

## Миргородский полк (1648—1782)
1. Лесницкий, Григорий Софоньевич (1648—1649).
2. Гладкий, Матвей Иванович (1649—1652).
3. Лесницкий, Григорий Софоньевич (1651; 1653—1658) повторно.
4. Гладкий, Кирилл — наказной полковник в 1650 и 1651.
5. Радченко, Михаил — наказной полковник в 1651.
6. Иванов, Матвей — наказной полковник в 1654.
7. Довгаль, Степан (1658; 1659).
8. Козел, Олесь (1658).
9. Лесницкий, Григорий Софоньевич (1659) повторно.
10. Апостол, Павел Ефремович (1659—1660; 1662—1663; 1664; 1672—1676; 1676—1678).
11. Андреев, Кирилл (1660).
12. Блаш, Гаврило (1660).
13. Лесницкий, Григорий Софоньевич (1660) повторно.
14. Король Иван Григорьевич (1661)[19].
15. Животовский, Павел Трофимович (1661—1662).
16. Гладкий, Григорий Матвеевич — наказной полковник в 1662; полковник в 1669—1670 и 1676.
17. Постоленко, Демьян Иванович (1664—1666).
18. Постоленко, Григорий (1666—1668).
19. Кияшко, Михаил Михнович (1670—1671).
20. Дубяга, Иван (1672).
21. Апостол, Даниил Павлович (1683—1727).
22. Остроградский, Матвей Иванович — наказной полковник в 1722 и 1730.
23. Шемет — наказной полковник в 1724.
24. Родзянко, Василий — наказной полковник в 1724—1725.
25. Апостол, Павел Данилович (1727—1736).
26. Троцкий, Яким Петрович — наказной полковник в 1723, полковник в 1751—1752.
27. Галаган, Семён Иванович — наказной полковник в 1736.
28. Капнист, Василий Петрович — наказной полковник в 1741.
29. Гамалия, Иван Андреевич — наказной полковник в 1750.
30. Капнист, Василий Петрович — (1737—1757).
31. Остроградский, Фёдор Матвеевич (1752—1768).
32. Безбородко, Александр Андреевич (1768—1773).
33. Занковский, Фёдор Григорьевич (1774—1782).
34. Мартос, Андрей Яковлевич — наказной полковник в 1775.

## Переяславский полк (1648—1782)
1. Ильяш Караимович — полковник реестрового Переяславского полка Королевства Польского
2. Пётр Головацкий — наказной полковник с июля 1648 до 28 июня 1649 года, погиб в Берестецкой битве
3. Яков Романенко — наказной полковник в октябре 1648 года
4. Фёдор Лобода − полковник с марта 1649 до августа 1651 года, генеральный судья
5. Андрей Романенко − наказной полковник с февраля до мая 1649 года
6. Герасим Яцкевич − полковник в марте 1651 года
7. Яким Самко − полковник с 1652 года до ?
8. Богдан Колющенко − полковник с марта 1652 до июня 1653 года
9. Иван Сулима − полковник с июня 1653 года до ?, казнен по приказу гетмана Ивана Выговского
10. Степан Сулима − наказной полковник в июне 1653 года
11. Затуновский − наказной полковник в июле 1653 года
12. Павел Тетеря − полковник с июля 1653 до 1657 года
13. Стефан Калиниченко − наказной полковник 10 июня 1654 года
14. Иван Колюбака − полковник в августе 1658 года, казнен по приказу гетмана Ивана Выговского
15. Стефан Чючар − полковник с сентября 1658 года до ?
16. Тимофей Цецюра − полковник с сентября 1659 до августа 1660 года
17. Богдан Колющенко − наказной полковник в 1659 году
18. Михаил Крыса − полковник около 1660 года
19. Фёдор Сулима − полковник в 1661 году
20. Яким Самко − полковник с 9 сентября 1660 до 1662 года
21. Афанасий Щуровский − наказной полковник в апреле 1662, полковник с июня 1662 до июня 1663 года
22. Даннил Ермалаенко − полковник с октября 1663 до 1666 года
23. Максим Хоменко − полковник в 1666 году
24. Андрей Романенко − наказной полковник в 1665 и в октябре 1666 года
25. Родион Думитрашко − полковник в 1666 году, наказной гетман Войска Запорожского
26. Аврам − наказной полковник (?) с марта 1667 до 1671
27. Иван Момот − наказной полковник в марте 1669 года
28. Родион Думитрашко − полковник в апреле 1671
29. Константин Стриевский − полковник с 1671 до марта 1672
30. Елевферий Максименко − наказной полковник в июне 1672 года
31. Родион Думитрашко − полковник в 1672—1674
32. Войца Сербин − наказной полковник в июне 1674 года
33. Семён Жученко − наказной полковник в январе 1675 года
34. Войца Сербин − полковник с января 1675 до марта 1677
35. Иван Берло − наказной полковник в сентябре 1676 года
36. Иван Лысенко − полковник с июля 1677 до января 1679 года
37. Иван Момот − наказной полковник в 1669 году
38. Максим Хоменко − наказной полковник в сентябре 1676 и июле 1678 года
39. Войца Сербин − полковник с февраля 1679 до 1683 года
40. Леонтий Полуботок − наказной полковник в январе 1683, полковник в 1683—1687 годах
41. Родион Думитрашко − полковник с июля 1687 до июня 1688
42. Яким Головченко − полковник в 1688—1689
43. Леонтий Полуботок − полковник с июля 1689 до февраля 1690
44. Иван Лысенко − полковник с мая 1690 до февраля 1692
45. Иван Мирович − полковник в 1692—1706 годах
46. Иван Момот − наказной полковник в 1693 году
47. Фёдор Дараган − наказной полковник в августе 1697 года
48. Василий Максимович − наказной полковник в 1698 году
49. Иван Искра − наказной полковник в 1700 году
50. Иван Берло − наказной полковник в 1704 году
51. Михаил Гамалия − наказной полковник в 1705 году
52. Стефан Томара − наказной полковник в 1706—1708, полковник в 1708—1715
53. Василий Томара − наказной полковник в октябре 1715
54. Иван, Гулак − наказной полковник в 1715
55. Иван Сулима − наказной полковник в 1715—1721 годах
56. Лукаш Коломейченко − наказной полковник в 1721 и 1723
57. Антон Черушинский − наказной полковник в 1722—1723
58. Иван Кирпич − наказной полковник в 1721 и 1723
59. Карпека − наказной полковник в 1724 году.
60. Стефан Афендик − наказной полковник в 1724—1726
61. Василий Танский − полковник в 1726—1730
62. Лукаш Коломейченко − наказной полковник в 1729
63. Певел Ракович − наказной полковник в 1730
64. Василий Томара − наказной полковник в 1730—1732 и в 1735—1736
65. Михаил Богданов − полковник в 1736—1738
66. Семён Сулима − полковник в 1739—1766
67. Григорий Иваненко − полковник в 1768—1782

## Полтавский полк (1648—1775)
1. Искра, Иван Яковлевич[20] — полковник (1648—1649), наказной полковник (1649—1652).
2. Пушкарь, Мартын Иванович (1649—1652; 1652—1658).
3. Яковенко, Пётр — наказной полковник (1651).
4. Искра, Иван Яковлевич[20] (1652).
5. Гаркуша, Филон — наказной полковник (1658).
6. Пушкаренко, Кирилл Мартынович (1658—1659).
7. Пушкаренко, Марк Мартынович (1659).
8. Жученко, Фёдор Иванович (1659—1661).
9. Гуджол, Демьян Иванович (1661—1665).
10. Кованько, Алексей — наказной полковник (1664).
11. Витязенко, Григорий (1665—1668).
12. Барабаш, Кондратий — наказной полковник (1666).
13. Омельченко, Савва Фёдорович — наказной полковник (1667).
14. Кульбицкий, Константин (1668—1669).
15. Чернишенко, Клим — наказной полковник (1668).
16. Манджос — наказной полковник (1668).
17. Разсоха, Иван — наказной полковник (1669).
18. Гаркуша, Филон (1669—1670).
19. Жученко, Фёдор Иванович[20] (1669—1672).
20. Домонтович, Фёдор — наказной полковник (1671—1672).
21. Гуджол, Демьян — наказной полковник (1678).
22. Левенец, Прокопий[21] (1674—1675).
23. Герцик, Павел Семёнович (1675—1677).
24. Жученко, Пётр Тихонович — наказной полковник (1676).
25. Левенец, Прокопий[21] (1677—1679).
26. Жученко, Фёдор Иванович (1679—1680).
27. Черняк, Леонтий (1680—1682).
28. Герцик, Павел Семёнович (1683—1686).
29. Жученко, Фёдор Иванович (1686—1687).
30. Герцик, Павел Семёнович (1687).
31. Жученко, Фёдор Иванович (1687—1689).
32. Черняк, Леонтий (1689).
33. Жученко, Фёдор Иванович[16] (1689—1691).

1. Герцик, Павел Семёнович (1691—1695)
2. Черняк, Леонтий — наказной полковник (1693).
3. Искра, Иван Иванович (1696—1700).
4. Несвят, Иван — наказной полковник (1699—1700).
5. Левенец, Иван Прокопьевич (1701—1702).
6. Гамалея, Михаил Андреевич — полковник (1702—1703), наказной полковник (1705).
7. Левенец, Иван Прокопьевич (1703—1709).
8. Герцик, Григорий Павлович — наказной полковник (1705).
9. Черняк, Иван Леонтьевич[16] (1709—1722).
10. Кованько, Пётр Алексеевич — наказной полковник (1711).
11. Лизогуб, Яков Ефимович — наказной полковник (1719—1721).
12. Жданович, Павел — наказной полковник (1721—1722).
13. Черняк, Яков Лаврентьевич — наказной полковник (1717, 1722).
14. Буцкий, Григорий — наказной полковник (1722, 1724).
15. Кирных, Иван — наказной полковник (1723).
16. Тарануха, Савва — наказной полковник (1724—1725).
17. Черняк, Григорий Иванович — наказной полковник (1725).
18. Левенец, Иван Прокопьевич[16] (1725—1729).
19. Кочубей, Василий Васильевич[16] (1729—1743).
20. Левенец, Иван Иванович — наказной полковник (1735—1736).
21. Мартос, Михаил Павлович — наказной полковник (1741).
22. Горленко, Андрей Андреевич (1743—1774).
23. Измайлов, Павел (1774—1775).

## Прилукский полк (1648—1782)
1. Мельниченко, Иван (1648)
2. Кисель, Фёдор — наказной полковник в 1648.
3. Джеджалий, Филон — 1649 год
4. Носач, Тимофей (1649—1652)
5. Герасимович, Семён — наказной полковник в 1652.
6. Сомко, Яким Семёнович — наказной полковник в 1652.
7. Воронченко, Яков (1652—1657)
8. Проценко, Омельян — наказной полковник в 1652.
9. Федькович, Трофим — наказной полковник в 1653.
10. Дорошенко, Пётр Дорофеевич (1657—1659)
11. Воронченко, Яков (1658)
12. Дорошенко, Степан — наказной полковник в 1659.
13. Горленко, Лазарь Фёдорович — наказной полковник в 1659.
14. Терещенко, Фёдор Терентьевич (1659—1661)
15. Горленко, Лазарь Фёдорович (1661)
16. Терещенко, Фёдор Терентьевич (1662)
17. Чернявский, Дмитрий (1662—1663)
18. Чернявский, Григорий — наказной полковник в 1663.
19. Песоцкий, Даниил Андреевич (1663—1664)
20. Горленко, Лазарь Фёдорович (1664—1668)
21. Щишинский — наказной полковник в 1665
22. Самойлович, Иван Самойлович — наказной полковник в 1665
23. Щербина, Иван (1668)
24. Трофимов, Яков — наказной полковник в 1669.
25. Маценко, Иван (1669—1671)
26. Третьяк, Семён (1671—1672)
27. Горленко, Лазарь Фёдорович — наказной полковник в 1678
28. Мовчан, Михаил Федорович (1678—1679)
29. Чернявский, Дмитрий (1679—1680)
30. Воронченко, Яков — наказной полковник в 1679
31. Горленко, Лазарь Фёдорович — до 1687 года
32. Стороженко, Иван Фёдорович — (1687—1692)
33. Горленко, Дмитрий Лазаревич (1693—1709)
34. Нос, Иван Иеремиевич (1709—1714)
35. Галаган, Игнатий Иванович (1714—1739)
36. Леонтийович, Тимофей — наказной полковник в 1716.
37. Маркович, Фёдор Маркович — наказной полковник в 1721.
38. Огронович, Михаил Григорьевич — наказной полковник в 1722.
39. Горленко, Яким — наказной полковник в 1723.
40. Прокопович, Григорий — наказной полковник в 1723.
41. Носенко, Пётр Иванович — наказной полковник в 1728—1729.
42. Галаган, Григорий Игнатьевич (1739—1763)
43. Галаган, Иван Григорьевич (1763—1767)
44. Горленко, Пётр Якимович (1767—1772)
45. Тарновский, Иван Даниилович (1772)
46. Горленко, Пётр Якимович (1773)
47. Лизогуб, Илья Яковлевич — наказной полковник в 1774.
48. Якубович, Александр Яковлевич (1773—1782)

## Стародубский полк (1648—1782)
Полковники:

## Уманский полк (1648—1712)
1. Ганжа, Иван (1648) — погиб в битве под Пилявцами 11 сентября 1648 года
2. Байбуза, Степан — наказной полковник в 1648—1649.
3. Глух, Иосиф (1649—1655)
4. Держаловский, Григорий — наказной полковник в 1651.
5. Иванов, Самуил — наказной полковник в 1651.
6. Грозденко, Иван — наказной полковник в 1652.
7. Грошевский — наказной полковник в 1653.
8. Нечай, Матвей — наказной полковник в 1653.
9. Угриненко, Семён (1654—1656)
10. Ханенко, Михаил Степанович — наказной полковник в 1655, полковник в 1656—1658.
11. Угриненко, Семён — наказной полковник в 1657.
12. Беспалый, Иван Фёдорович (1658)
13. Ханенко, Михаил Степанович (1658—1661)
14. Булыга, Максимилиан (1659)
15. Лизогуб, Иван Кондратьевич (1661—1663)
16. Ханенко, Михаил Степанович (1663—1666)
17. Булыга, Максимилиан (1664)
18. Белогруд, Григорий (1664)
19. Корсунец, Андрей (1664)
20. Сербин, Иван Юрьевич (1664—1665)
21. Лизогуб, Иван Кондратьевич (1666)
22. Белогруд, Григорий (1666—1667)
23. Яненко-Хмельницкий, Павел Иванович (1667)
24. Ханенко, Михаил Степанович (1667—1671)
25. Белогруд, Григорий (1671—1672)
26. Грозденко, Иван (1672—1673)
27. Скидан (1673)
28. Белогруд, Григорий (1673)
29. Яворский, Степан (1673—1674)
30. Сененко, Никита (1674—1675)
31. Лукомский, Василий (1709)
32. Попович (1712)

## Черниговский полк (1648—1782)
1. Небаба, Мартын (1649—1651).
2. Пободайло, Степан Данилович — наказной полковник в 1649.
3. Шохов, Иван — наказной полковник в 1649.
4. Забела, Пётр — наказной полковник в 1649.
5. Окша, Степан — наказной полковник в 1651.
6. Шохов, Иван — наказной полковник в 1651.
7. Толмач, Иван — наказной полковник в 1651.
8. Гладкий, Матвей Иванович — наказной полковник в 1651.
9. Зеньковский, Иван Николаевич — наказной полковник в 1652.
10. Пободайло, Степан Данилович (1651—1654).
11. Никифорович, Дорох — наказной полковник в 1654.
12. Выбельский, Иван Авраамович (1654—1657).
13. Веремиенко, Афанасий — наказной полковник в 1654.
14. Силич, Аникей — 1657—1663.
15. Коханенко, Станислав — наказной полковник в 1659.
16. Немирич, Юрий — наказной полковник в 1659.
17. Выбельский, Иван Авраамович — наказной полковник в 1661.
18. Николаенко, Трофим — 1663—1664.
19. Краснобанташ, Тихон Гаврилович — 1665—1666.
20. Многогрешный, Демьян Игнатьевич[22][23] — 1665—1668.
21. Самойлович, Иван Самойлович — наказной полковник в 1665, полковник в 1668—1669.
22. Лысенко, Иван Яковлевич (1669—1671).
23. Коханенко, Станислав — наказной полковник в 1662.
24. Свонтицкий, Фёдор — наказной полковник в 1669.
25. Стриевский, Константин — наказной полковник в 1669.
26. Пригара, Иван — наказной полковник в 1670.
27. Болдаковский, Василий Семёнович — наказной полковник в 1671.
28. Многогрешный, Василий Игнатьевич — 1671—1672.
29. Полуботок, Леонтий Артемьевич — наказной полковник в 1671—1673.
30. Дунин-Борковский, Василий Касперович — 1672—1685.
31. Коханенко, Станислав — наказной полковник в 1675.
32. Самойлович, Григорий Иванович — 1685—1687.
33. Лизогуб, Яков Кондратьевич — 1687—1698.
34. Донец, Дмитрий — наказной полковник в 1689.
35. Грембецкий, Николай — наказной полковник в 1696, 1697 и 1698.
36. Лизогуб, Ефим Яковлевич — 1698—1705.
37. Затиркевич, Юрий — наказной полковник в 1704.
38. Власович, Иван — наказной полковник в 1705.
39. Полуботок, Павел Леонтьевич (1705—1723).
40. Грембецкий, Николай — наказной полковник в 1712—1713.
41. Милорадович, Михаил Ильич — 1712.
42. Томара, Василий Иванович — наказной полковник в 1715, 1716, 1721 и 1723.
43. Силич, Иван Степанович — наказной полковник в 1723.
44. Богданов, Михаил Семёнович — 1723—1735.
45. Бакуринский, Яков — наказной полковник в 1728.
46. Измайлов, Владимир Васильевич — 1736—1748.
47. Линевич, Карп Петрович — наказной полковник 1733.
48. Гавизов, Григорий — наказной полковник 1743.
49. Божич, Иван Пантелеймонович — 1748—1762.
50. Милорадович, Пётр Степанович — 1762—1782.

## Чигиринский полк (1648—1712)
Полковники: